# جمال شورجه
جمال شورجه (زادۀ ۱۳۳۳، زنجان) نویسنده و کارگردان ایرانی است.
او دانش‌آموختۀ کارگردانی از دانشکده سینما و تئاتر دانشگاه هنر تهران است.

## فیلم‌شناسی

### کارگردان

#### سینمایی
- سی و سه روز (۱۳۸۹)
- وعده دیدار (۱۳۸۲)
- باشگاه سری (۱۳۷۷)
- خلبان (۱۳۷۶)
- دایره سرخ (۱۳۷۴)
- عبور از خط سرخ (۱۳۷۴)
- حماسه مجنون (۱۳۷۱)
- لبه تیغ (۱۳۷۱)
- عملیات کرکوک (۱۳۷۰)
- شب دهم (۱۳۶۸)
- روزنه (۱۳۶۷)

#### تلویزیونی
- یوسف پیامبر (۱۳۸۳-۱۳۸۷) (مشاور کارگردان)
- روایت انقلاب (۱۳۷۷)
- شب چراغ (مجموعه تلویزیونی) (۱۳۷۸)
- پرونده‌های مجهول (مجموعه تلویزیونی) (۱۳۸۰)
- پرده عشق (مجموعه تلویزیونی) (۱۳۸۱)

### تهیه‌کنندگی
- آسمان هشتم (۱۳۸۹)
- نفوذی (۱۳۸۷)
- دوشیزه
- شب دهم (۱۳۶۸)

### نویسنده
- حماسه مجنون (۱۳۷۱)
- لبه تیغ (۱۳۷۱)
- عملیات کرکوک (۱۳۷۰)
- شب دهم (۱۳۶۸)